# Nur czarnoszyi
Nur czarnoszyi (Gavia arctica) – gatunek dużego, wędrownego ptaka wodnego z rodziny nurów (Gaviidae). Występuje w Eurazji (w tym na niektórych arktycznych wyspach) oraz na Alasce. Nie jest zagrożony wyginięciem.

## Systematyka
Gatunek ten po raz pierwszy zgodnie z zasadami nazewnictwa binominalnego opisał w 1758 roku Karol Linneusz w 10. edycji Systema Naturae. Autor nadał mu nazwę Colymbus arcticus. Jako miejsce występowania wskazał Europę i Amerykę Północną; w 1761 roku w Fauna Svecica ograniczył miejsce typowe do Szwecji. Obecnie gatunek umieszczany jest w rodzaju Gavia – jedynym w monotypowej rodzinie nurów.
Wyróżnia się dwa podgatunki nura czarnoszyjego: G. arctica arctica i G. arctica viridigularis. Dawniej za podgatunek nura czarnoszyjego był także uznawany nur pacyficzny (Gavia pacifica). Proponowany podgatunek suschkini (północna i północno-środkowa Azja) zsynonimizowany z podgatunkiem nominatywnym.

## Występowanie i podgatunki
Zamieszkuje północną Eurazję (obszary tundry, lasotundry i tajgi), w tym niektóre arktyczne wyspy, oraz zachodnią Alaskę.
Poszczególne podgatunki zamieszkują:
- nur czarnoszyi[5] (G. arctica arctica) – północno-zachodnia i północno-środkowa Eurazja. Zimuje nad Morzem Północnym, Bałtykiem i Morzem Śródziemnym. Po okresie lęgowym syberyjskie ptaki kierują się na zimowiska nad Morzem Czarnym i Morzem Kaspijskim, wracają jednak najpierw przez Bałtyk i z zachodu dolatują lotem pętlowym do lęgowisk, podążając wraz za roztapiającym się lodem.

Dawniej (do pierwszej połowy XX w.) gniazdował w północnej Polsce, obecnie jedynie zimuje. W Europie Środkowej spotykany też regularnie na przelotach, głównie na wybrzeżach Bałtyku, uznany za nielicznie występującego. Rzadko widuje się go w większych stadach. Przelatuje w marcu – kwietniu i wrześniu – grudniu. Pojedyncze ptaki zalatują w głąb lądu – nawet na akweny południowej Polski.
- nur zielonoszyi[5] (G. arctica viridigularis) – północno-wschodnia Syberia, zachodnia Alaska. Zimuje u północno-zachodnich wybrzeży Pacyfiku (głównie od Kuryli po Półwysep Koreański i Morze Żółte).

Ptaki pochodzące z Syberii pokonują nawet 15 000 km, lecąc z głębi Azji w stronę Bałtyku i wybrzeżem morza do ujścia Leny i Jeniseju.

## Charakterystyka

### Cechy gatunku
Szata spoczynkowa zimą ma szarobrązowy wierzch ciała, a spód biały. Szata godowa z wierzchem głowy i tyłem szyi popielatymi. W czasie godów mają na szyi dużą prostokątną czarną plamę, a na jej bokach i piersiach czarno-białe pasy. Na czarnych plecach widnieją dwie duże plamy poprzecinane czarnymi paskami na łopatkach. W czasie czyszczenia piór na brzuchu widać jego biel, przewracają się w tym celu na grzbiet. W każdej szacie widać białe pole w tylnej części ciała. Charakterystyczne jest też białe zakole z tyłu głowy. Samiec i samica nie różnią się upierzeniem.
W locie widać jego smukłe skrzydła i nogi, które wystają mu poza ciało ze względu na krótki ogon. Wprawdzie jego lot jest wytrwały, ale mało zwrotny.
O doskonałym przystosowaniu do pływania w wodzie świadczą łapy opłetwione aż do pięty i nieruchoma goleń. Palce są krótkie, spłaszczone z szeroką błoną pławną między drugim a czwartym. Dziób jest szary, krótki i mocny. Osiąga rozmiary porównywalne do gęsi i jest mocniej zbudowany niż nur rdzawoszyi.

### Głos
Ich obecność da się słyszeć po dźwięcznym „waua” w okolicach gniazd lub jako klangor w czasie lotu nad tundrą. W czasie toków jest to przenikliwe wołanie, które kojarzy się ze śmiechem, jodłowaniem i szczekaniem.

Porównanie szat godowej (u góry) i spoczynkowej

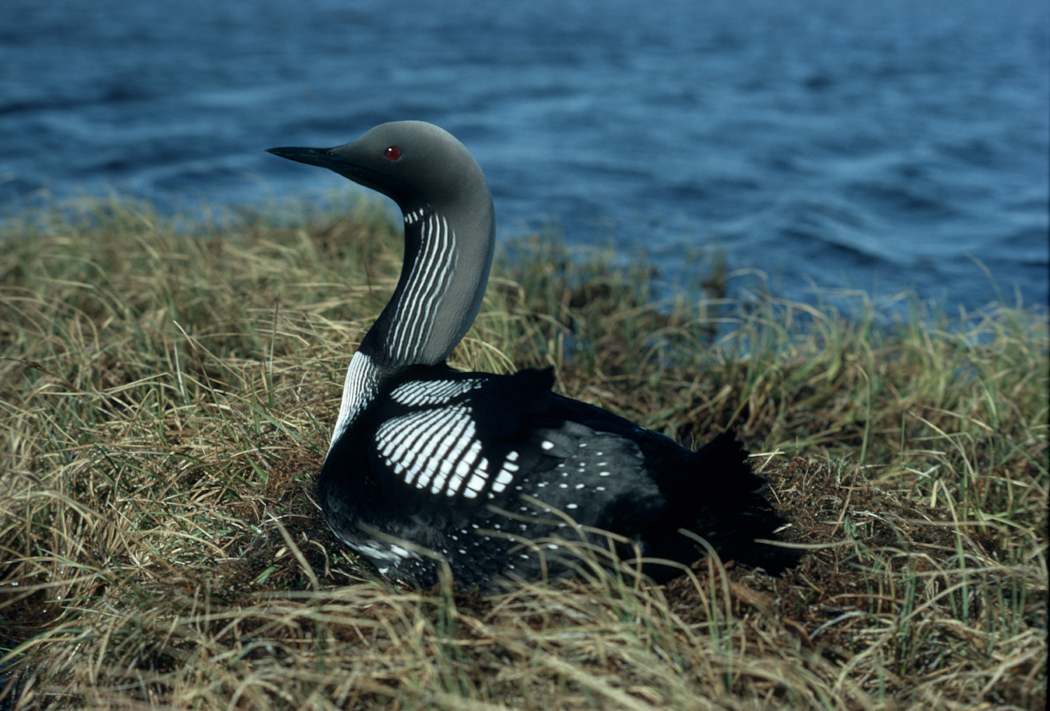
Na grzbiecie charakterystyczne pola z czarno-białym prążkowaniem

### Wymiary średnie
- długość ciała: ok. 58–73 cm[2]
  - długość czaszki: 11,8 cm[10]
  - długość dzioba: 6,8 cm[10]
- rozpiętość skrzydeł: 110–130 cm[2]
- masa ciała: ok. 1,3–3,4 kg[2]

## Biotop
Większe otwarte zbiorniki wody stojącej np. jeziora, zbiorniki zaporowe, stawy hodowlane, duże rzeki i wybrzeża.

## Okres lęgowy

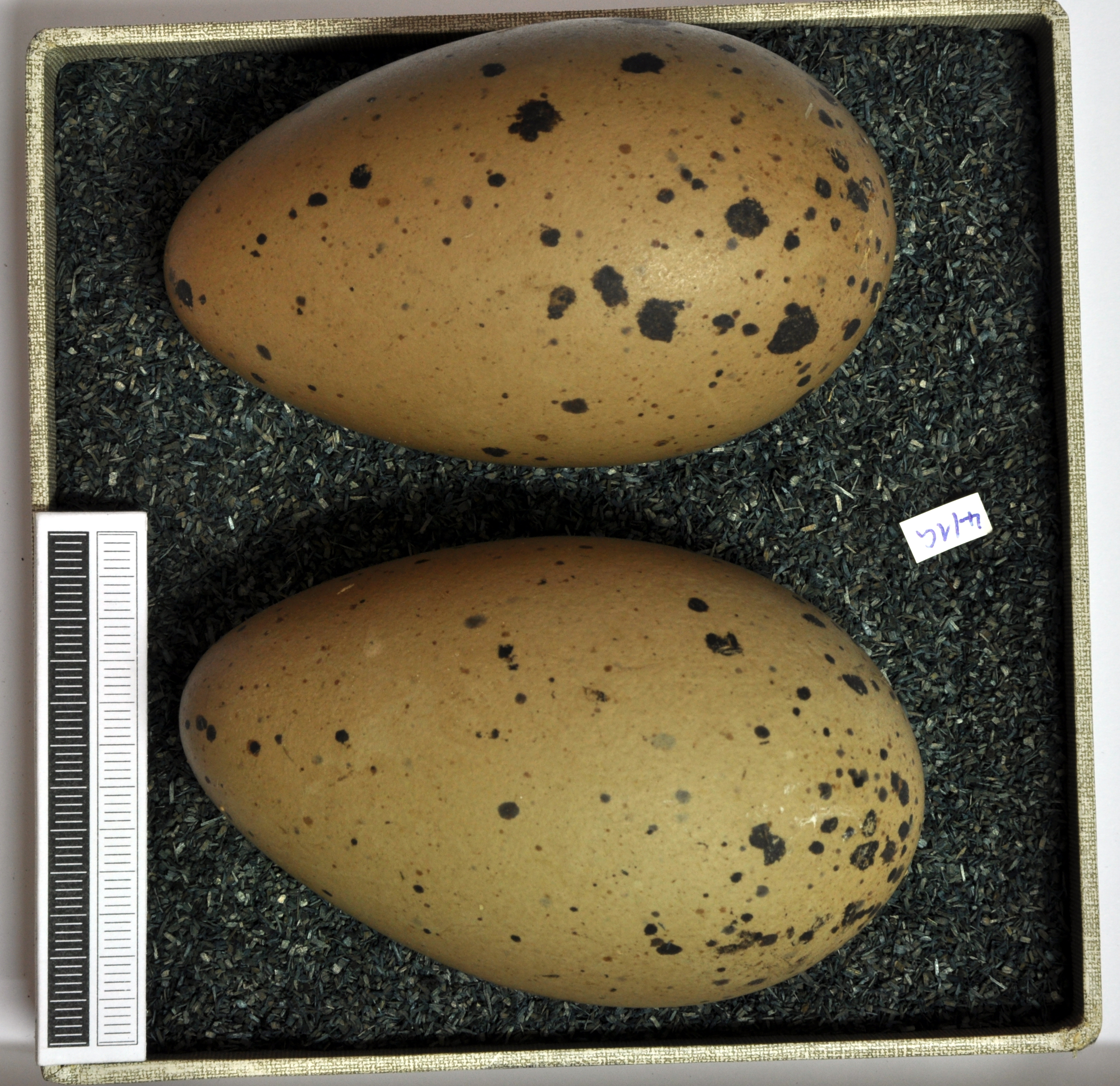
Jaja z kolekcji muzealnej

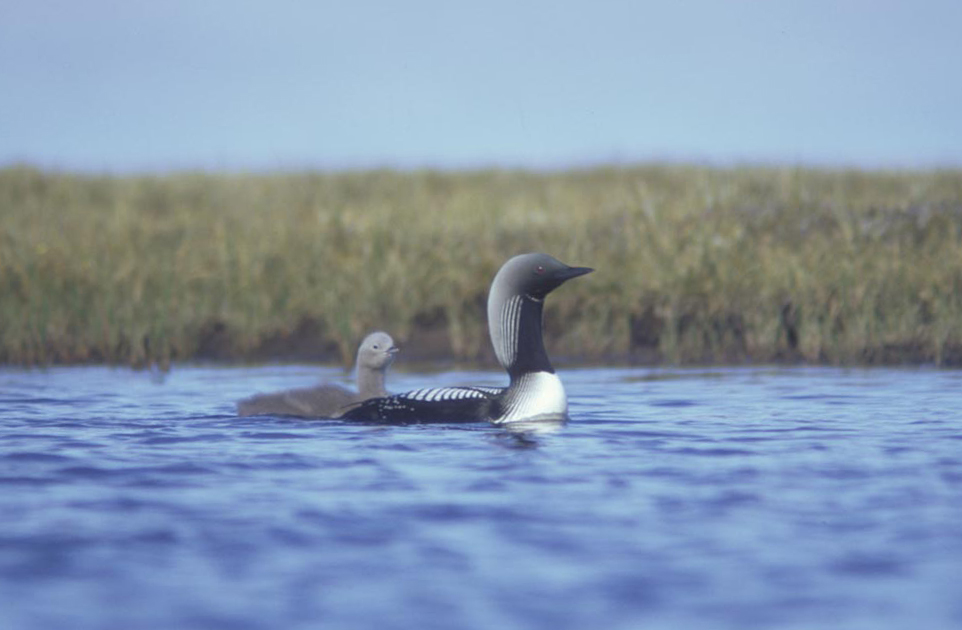
Nur czarnoszyi z młodym

### Toki
Nury dobierają się w pary na lęgowiskach i zazwyczaj pozostają sobie wierne przez całe życie.

### Gniazdo
Gniazdo jest ulokowane na lądzie, w bezpośrednim sąsiedztwie dużych, głębokich jezior, nawet ubogich w ryby. Zbudowane niedbale z traw, mchu i liści w postaci małego kopca, może unosić się na wodzie lub na małej wyspie. Zdarza się, że jaja leżą w dołku wykopanym w ziemi.

### Jaja
W ciągu roku wyprowadza jeden lęg, składając w końcu kwietnia (w Europie Środkowej) 2 (rzadziej 1 do 3) oliwkowobrunatne jaja z ciemnymi plamkami na tępym końcu.

### Wysiadywanie i dorastanie
Jaja wysiadywane przez 28 do 30 dni w maju i czerwcu na północy oraz w kwietniu na południu. Pisklęta są zagniazdownikami, ubarwione podobnie jak rodzice. Rodzice opiekują się młodymi przez 2 miesiące. Para jest sobie wierna i wraz z młodymi pozostają razem do jesiennych odlotów. W ich czasie, na Dalekiej Północy już w środku sierpnia, młode, które niezbyt dobrze jeszcze latają, część drogi przebywają wodą. Główne przeloty odbywają się jednak w październiku i listopadzie.

## Pożywienie
Głównie ryby, rzadziej wodne bezkręgowce morskie i słodkowodne i żaby. 
Potrafią w czasie żerowania pokonać duże odległości. W trakcie polowania gdy nurkują, mogą pozostawać pod wodą przez 2–3 minuty i dopływać do głębokości 45–50 metrów.

## Status i ochrona
W Czerwonej księdze gatunków zagrożonych Międzynarodowej Unii Ochrony Przyrody nur czarnoszyi nieprzerwanie od 1988 roku zaliczany jest do kategorii najmniejszej troski (LC, Least Concern). W 2015 roku liczebność światowej populacji, według szacunków organizacji Wetlands International, mieściła się w przedziale około 275 000 – 1 500 000 osobników. Globalny trend liczebności populacji uznawany jest za spadkowy.
W Polsce objęty ochroną gatunkową ścisłą. Na Czerwonej liście ptaków Polski został sklasyfikowany jako gatunek wymarły regionalnie (RE). W latach 2013–2018 liczebność populacji zimującej w Polsce i na polskich wodach przybrzeżnych szacowano na 180–420 osobników.
Duża liczba ptaków ginie w sieciach rybackich.